# Potere risolutivo
Il potere risolutivo è una grandezza che quantifica la "capacità" di uno spettroscopio di distinguere due linee spettrali con valori di energia molto vicini. Esso è definito come:
{\displaystyle Ris={\frac {1}{2}}{\frac {Ea+Eb}{|Ea-Eb|}}}
dove Ea ed Eb sono i valori di energia delle due linee spettrali. Il potere risolutivo viene anche espresso con l'angolo più piccolo assoluto che può essere risolto.